# Stanislaus Schey
Stanislaus Schey (* 5. August 1770 in Heinsberg; † 16. Dezember 1848 in Reiningue) war eine deutsche Trappistin und Oberin.

## Leben und Werk
Maria Anna Schey trat am 6. Juli 1805 in das Kloster Darfeld-Rosenthal ein, nahm den Ordensnamen Stanislaus an und legte am 26. Juli 1806 die Gelübde ab. Von 1811 bis 1814 lebte sie mit ihrer Gemeinschaft verborgen in Köln. 1825 ging sie mit den letzten in Darfeld verbliebenen Nonnen unter Oberin Hélène Van den Broeck in die von Petrus Klausener vorbereitete spätere Abtei Oelenberg, die bis 1895 Trappisten beiderlei Geschlechts beherbergte. Schey war von 1826 bis zu ihrem Tod Oberin des Frauenklosters (Nachfolgerin: Joséphine Merklin). Das ihr am  8. Juli 1827 gewährte Recht auf die Benediktion als Äbtissin nahm sie aus Demut nicht wahr. Auf der Flucht vor der Julirevolution führte Schey ihre Gemeinschaft 1830 in das Kloster Beinwil in der Schweiz, von dort 1831 nach Laufen BL und am 24. August 1833 zurück nach Oelenberg.